# شقیق بلخی
ابو علی شقیق بن ابراهیم بلخی معروف به شقیق بلخی (متوفی ۱۹۴ ه‍ ق) از عرفای بنام بود. از بنیانگذاران تصوف خراسانی و صاحب قدیمی ترین رساله در تصوف است.
وی در سدهٔ دوم هجری و معاصر هارون‌الرشید بود. در منابع رجالی و احادیث امامیه و عامه از وی به عنوان فرد ثقه یاد شده است. آثار به جای مانده او در باب مناقب ائمه، او را یکی از پیروان پیشوای هفتم شیعیان معرفی می کند.

## سال های ابتدایی زندگی
او همشهری و همعصر ابراهیم ادهم بود. در جوانی برای تجارت به ترکستان رفت اما سخن بت‌پرستی او را متحول کرد. پس به بلخ بازگشت و تمام ثروتش را در راه خدا صدقه داد و به تحصیل علم پرداخت. 

## شاگردان
- حاتم اصم
- محمد بن ابان بلخی
- عبدالصمد یزید مردویه[۱]

## مرگ
شقیق در سال ۱۹۴ هجری برای جهاد در راه خدا به ترکستان رفت و در نبرد کولان کشته شد و در ختلان دفن شد.